# ليموج سي إس بي
ليموج سي إس بي (بالإنجليزية: Limoges CSP)‏ هو فريق كرة سلة فرنسي تأسس في 1929 يقع في ليموج، فرنسا. يلعب في الدوري الفرنسي لكرة السلة الدرجة الأولى والدوري الأوروبي لكرة السلة.

## معرض صور

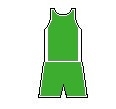
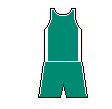
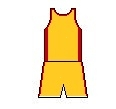
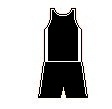

## وصلات خارجية
- الموقع الإلكتروني